# Meteorologiåret 1927

## Händelser

### Januari
- 28 januari - En orkan sveper förbi Brittiska öarna, dödar 20 personer och skadar hundratals. 19 av de döda finns i Skottland, Storbritannien och åtta av dem finns i Glasgow, en annan person dödas i Irland. Stormen flyttar sig från Land's End i England till John O'Groats i Skottland.[1]

### Februari
- 2 februari – Rena vårvärmen råder på Groundhog's Day i Minnesota, USA [2].
- 15 februari - Kalifornien, USA drabbas av sin värsta storm någonsin, då orkanvindar och regn dödar 24 personer. 13 av de dödade är anställda av California Edison Company, och dödas då en lavin begraver deras hem uppe i Sierra Nevada-bergen.[3]

### Mars
- 3 mars - En våldsam cyklon slår till mot ön Madagaskar, med vindar på över 12 engelska mil i timmen. En åtta fot hög tidvattenvåg blåser in i staden Tamatave, och över 600 personer dödas, medan flera skepp i hamnen kastas upp på land.[4].
- 18 mars - En tornado jämnar staden Gren Forest i Arkansas, USA och dödar 16 personer och skadar över 50. Totalt dödar 26 personer av stormen.[5]

### April
- 2 april – En intensiv storm leder till brand i staden Körösmezö, Tjeckoslovakien [6].
- 12 april – Klockan 20.30 förstör en tornado staden Rocksprings, Texas, USA [7].
- 22 april – Mississippifloden i USA svämmar över och lägger ett område stort som 1/10 av Sverige under vatten, vilket gör över 600 000 personer hemlösa [8].

### Maj
- 9 maj - Tornados sveper genom sydcentrala USA, 230 personer dödas. Värst drabbas städerna Poplar Bluff, Missouri där 93 personer dödas, och Nevada, Texas.[9]

### Juni
- 28 juni – 91 millimeter nederbörd faller över Bäckefors, Sverige vilket innebär dygnsnederbördsrekord för Dalsland [10].

### Juli
- Juli - Vattenflödet i Emån i Sverige är mycket högt [11].
- 8 juli - Med + 34,5 °C i Gällivare, Sverige uppmäts värmerekord för svenska Lappland [12].

### November
- 3-4 november - Översvämningar i Vermont, USA beskrivs som den "största naturkatastrofen i delstatens historia".[13]

### December
- December
  - December - I Sverige uppmäts dygnsmedeltemperaturen i Hoburg till -1,9°C, vilket innebär nytt lokalt rekord för månaden [14].
  - I Sverige noteras dygnsmedeltemperaturen -4,7° i Göteborg, vilket innebär att 1870 års lokala rekord för månaden tangeras [14].
  - Västerås, Sverige upplever under julen sin lägsta decembertemperatur under julen, med -27 °C [15].
- 7 december – En snöstorm härjar i Minnesota, USA [16].
- 28 december – En köldknäpp härjar i Minnesota, USA [16].

## Födda
- Okänt datum – Clarrie McCue, australisk meteorolog.
- Okänt datum – Igor Delijanić, serbisk meteorolog.

## Avlidna
- 13 januari – Alfred de Quervain, schweizisk meteorolog och polarforskare.
- 20 juli – Eduard Brückner, tysk geograf och meteorolog.
- 24 december – William Henry Dines, brittisk meteorolog.

### Fotnoter
1. ↑  "British Isles Storm Deaths Mount To 20", St. Petersburg Times, January 30, 1927, p1; "Death Toll Is 20 In British Storm", New York Times, January 30, 1927, p8
2. ↑  ”This Day in Weather History; February”. The University of Minnesota. Arkiverad från originalet den 26 juli 2010. https://web.archive.org/web/20100726102650/http://www.climate.umn.edu/pdf/day_in_weather_history/february_wx_history.pdf. Läst 16 februari 2011.
3. ↑  "24 Dead As Hurricane Thrashes Way Over State"; "Storm Worst Recorded Here"; "Unprecedented Fury Strews Wreckage Throughout California", Oakland Tribune, February 16, 1927, p. 1
4. ↑  "500 DEAD IN MADAGASCAR CYCLONE", Miami Daily News, March 5, 1927, p1;  Pierre Van Den Boogaerde, Shipwrecks of Madagascar (AEG Publishing Group, 2008) p263
5. ↑  "Toll of 26 Lives Taken in Storms in South, Miami Daily News, March 19, 1927, p1
6. ↑  "Balkan Town Burning", Montreal GazetteApril 4, 1927, p1
7. ↑  Mike Cox, Texas Disasters: True Stories of Tragedy and Survival (Globe Pequot Press, 2006) pp 99-108; "More than 125 Lives Taken in Texas Tornado", Montreal Gazette, April 13, 1927, p1 "62 Known Dead After Tornado Destroys Town" Gettysburg Times, April 13, 1927, p1
8. ↑  Faktakalendern 2006, Semic, 2005
9. ↑  "TORNADO LEAVES TRAIL OF DEATH", Miami Daily News, May 10, 1927, p1
10. ↑  Dalslands klimat SMHI
11. ↑  2003 - Sommarflöden i Småland SMHI
12. ↑  Lapplands klimat SMHI
13. ↑  ”The Great Vermont Flood of 1927, November 3 - 4” (på engelska) ( PDF). National Weather Service. https://www.weather.gov/media/btv/events/1927Flood.pdf.
14. 1 2  Smålands klimat SMHI
15. ↑  John Pohlmans blogg 23 december 2010 - Julhelger, en tillbakablick Arkiverad 26 december 2010 hämtat från the Wayback Machine.
16. 1 2  ”This Day in Weather History; December”. The University of Minnesota. Arkiverad från originalet den 15 december 2010. https://web.archive.org/web/20101215013148/http://climate.umn.edu/pdf/day_in_weather_history/december_wx_history.pdf. Läst 16 februari 2011.